# Campeonato Mundial de Voleibol Femenino Sub-20 de 1997
El IX Campeonato Mundial de Voleibol Femenino Sub-20 se celebró en Polonia del 5 al 13 de septiembre de 1997. Fue organizado por la Federación Internacional de Voleibol. El campeonato se jugó en la subsede de Gdynia.

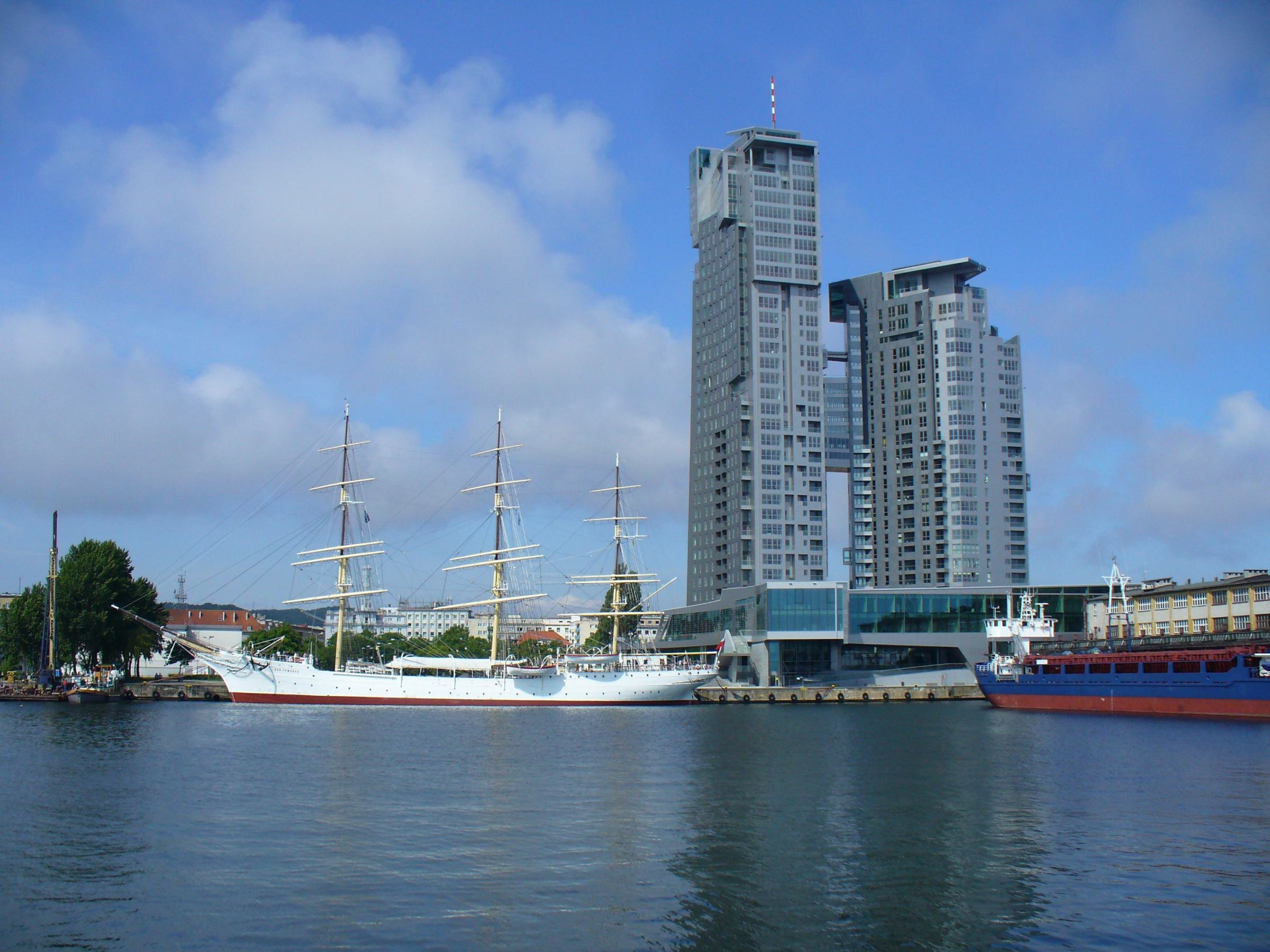
Gdynia Sede del IX Campeonato Mundial de Voleibol Femenino Sub-20

## Equipos participantes
| Grupo A              | Grupo B  | Grupo C    | Grupo D         |
| -------------------- | -------- | ---------- | --------------- |
| República Dominicana | Cuba     | Argentina  | China           |
| Alemania             | Italia   | Brasil     | República Checa |
| Kenia                | Japón    | Rusia      | Korea           |
| Polonia              | Mauricio | Yugoslavia | Ucrania         |

## Primera fase

### Grupo A

#### Clasificación
| Pos | Equipo               | PJ | PG | PP | SF | SC | PTS |
| --- | -------------------- | -- | -- | -- | -- | -- | --- |
| 1   | Alemania             | 3  | 3  | 0  | 9  | 2  | 8   |
| 2   | Polonia              | 3  | 2  | 1  | 8  | 3  | 7   |
| 3   | República Dominicana | 3  | 1  | 2  | 4  | 6  | 3   |
| 4   | Kenia                | 3  | 0  | 3  | 0  | 9  | 0   |

#### Resultados
| Fecha    | Partido  | Partido | Partido              | Resultado |
| -------- | -------- | ------- | -------------------- | --------- |
| 05/09/97 | Alemania | -       | República Dominicana | 3-0       |
| 05/09/97 | Kenia    | -       | Polonia              | 0-3       |
| 06/09/97 | Kenia    | -       | República Dominicana | 0-3       |
| 06/09/97 | Polonia  | -       | Alemania             | 2-3       |
| 07/09/97 | Alemania | -       | Kenia                | 3-0       |
| 07/09/97 | Polonia  | -       | República Dominicana | 3-1       |

### Grupo B

#### Clasificación
| Pos | Equipo   | PJ | PG | PP | SF | SC | PTS |
| --- | -------- | -- | -- | -- | -- | -- | --- |
| 1   | Italia   | 3  | 3  | 0  | 9  | 0  | 9   |
| 2   | Cuba     | 3  | 2  | 1  | 6  | 3  | 6   |
| 3   | Japón    | 3  | 1  | 2  | 3  | 6  | 3   |
| 4   | Mauricio | 3  | 0  | 3  | 0  | 9  | 0   |

#### Resultados
| Fecha    | Partido¹ | Partido¹ | Partido¹ | Resultado |
| -------- | -------- | -------- | -------- | --------- |
| 05/09/97 | Italia   | -        | Cuba     | 3-0       |
| 05/09/97 | Mauricio | -        | Japón    | 0-3       |
| 06/09/97 | Japón    | -        | Italia   | 0-3       |
| 06/09/97 | Mauricio | -        | Cuba     | 0-3       |
| 07/09/97 | Italia   | -        | Mauricio | 3-0       |
| 07/09/97 | Cuba     | -        | Japón    | 3-0       |

### Grupo C

#### Clasificación
| Pos | Equipo     | PJ | PG | PP | SF | SC | PTS |
| --- | ---------- | -- | -- | -- | -- | -- | --- |
| 1   | Rusia      | 3  | 3  | 0  | 9  | 0  | 9   |
| 2   | Brasil     | 3  | 2  | 1  | 6  | 3  | 6   |
| 3   | Yugoslavia | 3  | 1  | 2  | 3  | 7  | 3   |
| 4   | Argentina  | 3  | 0  | 3  | 1  | 9  | 0   |

#### Resultados
| Fecha    | Partido    | Partido | Partido    | Resultado |
| -------- | ---------- | ------- | ---------- | --------- |
| 05/09/97 | Brasil     | -       | Yugoslavia | 3-0       |
| 05/09/97 | Argentina  | -       | Rusia      | 0-3       |
| 06/09/97 | Yugoslavia | -       | Rusia      | 0-3       |
| 06/09/97 | Argentina  | -       | Brasil     | 0-3       |
| 07/09/97 | Yugoslavia | -       | Argentina  | 3-1       |
| 07/09/97 | Rusia      | -       | Brasil     | 3-0       |

### Grupo D

#### Clasificación
| Pos | Equipo          | PJ | PG | PP | SF | SC | PTS |
| --- | --------------- | -- | -- | -- | -- | -- | --- |
| 1   | China           | 3  | 3  | 0  | 9  | 1  | 9   |
| 2   | Korea           | 3  | 2  | 1  | 7  | 4  | 6   |
| 3   | República Checa | 3  | 1  | 2  | 4  | 8  | 2   |
| 4   | Ucrania         | 3  | 0  | 3  | 2  | 9  | 1   |

#### Resultados
| Fecha    | Partido         | Partido | Partido | Resultado |
| -------- | --------------- | ------- | ------- | --------- |
| 05/09/97 | Korea           | -       | Ucrania | 3-0       |
| 05/09/97 | República Checa | -       | China   | 0-3       |
| 06/09/97 | República Checa | -       | Korea   | 1-3       |
| 06/09/97 | Ucrania         | -       | China   | 0-3       |
| 07/09/97 | China           | -       | Korea   | 3-1       |
| 07/09/97 | República Checa | -       | Ucrania | 3-2       |

#### Clasificación para la Segunda Fase
| – | Clasificado a cuartos de final.                                 |
| – | Clasificado a las eliminatorias por un pase a cuartos de final. |
| – | Eliminado de la competencia.                                    |

## Segunda fase

### Grupo E
Los campeones de la serie A, B, C y D están clasificados directamente a cuartos de final, se enfrentan por una mejor ubicación. "A" vs "D" / "B" vs "C".

#### Resultados
| Fecha    | Partido¹ | Partido¹ | Partido¹ | Resultado |
| -------- | -------- | -------- | -------- | --------- |
| 09/09/97 | Italia   | -        | China    | 3-0       |
| 09/09/97 | Alemania | -        | Rusia    | 0-3       |

### Grupo F
Los equipos ubicados en la 2ª y 3ª posición se enfrentan en eliminatorias. El equipo ganador pasa a cuartos de final mientras que el equipo que pierde se ubica automáticamente en la posición 9°. 

#### Resultados
| Fecha    | Partido¹   | Partido¹ | Partido¹             | Resultado |
| -------- | ---------- | -------- | -------------------- | --------- |
| 09/09/97 | Japón      | -        | República Dominicana | 3-0       |
| 09/09/97 | Brasil     | -        | República Checa      | 2-3       |
| 09/09/97 | Korea      | -        | Cuba                 | 1-3       |
| 09/09/97 | Yugoslavia | -        | Polonia              | 1-3       |

## Fase final

### Por el 1° y 3° puesto
|  | Cuartos de final           | Cuartos de final           |                            |       | Semifinales            | Semifinales            |  |  | Final                      | Final |
|  |                            |                            |                            |       |                        |                        |  |  |                            |       |
|  | 11 de septiembre - Polonia |                            |                            |       |                        |                        |  |  |                            |       |
|  |                            |                            |                            |       |                        |                        |  |  |                            |       |
|  | Japón                      | 3                          |                            |       |                        |                        |  |  |                            |       |
|  | Japón                      | 3                          | 12 de septiembre - Polonia |       |                        |                        |  |  |                            |       |
|  | Alemania                   | 0                          |                            |       |                        |                        |  |  |                            |       |
|  | Alemania                   | 0                          | Italia                     | 3     |                        |                        |  |  |                            |       |
|  | 11 de septiembre - Polonia |                            | Italia                     | 3     |                        |                        |  |  |                            |       |
|  |                            | Japón                      | 0                          |       |                        |                        |  |  |                            |       |
|  | Italia                     | Japón                      | 0                          | 3     |                        |                        |  |  |                            |       |
|  | Italia                     |                            | 13 de septiembre - Polonia | 3     |                        |                        |  |  |                            |       |
|  | Polonia                    | 1                          |                            |       |                        |                        |  |  |                            |       |
|  | Polonia                    | 1                          | Rusia                      | 3     |                        |                        |  |  |                            |       |
|  | 11 de septiembre - Polonia |                            | Rusia                      | 3     |                        |                        |  |  |                            |       |
|  |                            | Italia                     | 2                          |       |                        |                        |  |  |                            |       |
|  | Cuba                       | Italia                     | 2                          | 0     |                        |                        |  |  |                            |       |
|  | Cuba                       | 12 de septiembre - Polonia |                            | 0     |                        |                        |  |  |                            |       |
|  | China                      | 3                          |                            |       |                        |                        |  |  |                            |       |
|  | China                      | 3                          | Rusia                      | 3     | Tercer y cuarto puesto | Tercer y cuarto puesto |  |  |                            |       |
|  | 11 de septiembre - Polonia |                            | Rusia                      | 3     | Tercer y cuarto puesto | Tercer y cuarto puesto |  |  |                            |       |
|  |                            | China                      | 2                          |       |                        |                        |  |  |                            |       |
|  | República Checa            | China                      | 2                          | 0     | China                  | 3                      |  |  |                            |       |
|  | República Checa            |                            |                            | 0     | China                  | 3                      |  |  |                            |       |
|  | Rusia                      | 3                          |                            | Japón | 0                      |                        |  |  |                            |       |
|  | Rusia                      | 3                          |                            |       | 0                      |                        |  |  |                            |       |
|  |                            |                            |                            |       |                        |                        |  |  | 13 de septiembre - Polonia |       |
|  |                            |                            |                            |       |                        |                        |  |  |                            |       |

### Cuartos de final
| Fecha    | Encuentro               | Resultado | Set   | Set   | Set   | Set   | Set | Puntuación total |
| Fecha    | Encuentro               | Resultado | 1     | 2     | 3     | 4     | 5   | Puntuación total |
| -------- | ----------------------- | --------- | ----- | ----- | ----- | ----- | --- | ---------------- |
| 09-09-97 | Japón - Alemania        | 3-0       | 15-04 | 15-11 | 15-07 |       |     | 45-22            |
| 09-09-97 | Italia - Polonia        | 3-1       | 15-08 | 12-15 | 15-04 | 15-01 |     | 57-28            |
| 09-09-97 | República Checa - Rusia | 0-3       | 11-15 | 06-15 | 14-16 |       |     | 31-46            |
| 09-09-97 | China - Cuba            | 3-0       | 15-01 | 15-06 | 15-06 |       |     | 45-13            |

### Semifinales
| Fecha    | Encuentro      | Resultado | Set   | Set   | Set   | Set   | Set   | Puntuación total |
| Fecha    | Encuentro      | Resultado | 1     | 2     | 3     | 4     | 5     | Puntuación total |
| -------- | -------------- | --------- | ----- | ----- | ----- | ----- | ----- | ---------------- |
| 10-09-97 | Italia - Japón | 3-0       | 15-08 | 15-08 | 15-10 |       |       | 45-26            |
| 10-09-97 | Rusia - China  | 3-2       | 15-05 | 15-08 | 14-16 | 10-15 | 15-13 | 69-57            |

### 3° Puesto
| Fecha    | Encuentro     | Resultado | Set   | Set   | Set   | Set | Set | Puntuación total |
| Fecha    | Encuentro     | Resultado | 1     | 2     | 3     | 4   | 5   | Puntuación total |
| -------- | ------------- | --------- | ----- | ----- | ----- | --- | --- | ---------------- |
| 11-09-97 | China - Japón | 3-0       | 15-00 | 15-08 | 15-09 |     |     | 45-17            |

### 1° Puesto
| Fecha    | Encuentro      | Resultado | Set   | Set   | Set   | Set   | Set   | Puntuación total |
| Fecha    | Encuentro      | Resultado | 1     | 2     | 3     | 4     | 5     | Puntuación total |
| -------- | -------------- | --------- | ----- | ----- | ----- | ----- | ----- | ---------------- |
| 11-09-97 | Rusia - Italia | 3-2       | 15-03 | 15-08 | 08-15 | 04-15 | 16-14 | 58-55            |

### Por el 5° y 7º puesto
|  | Semifinales 5° - 7° | Semifinales 5° - 7° |   |      | 5º puesto       | 5º puesto |  |
|  |                     |                     |   |      |                 |           |  |
|  |                     |                     |   |      |                 |           |  |
|  |                     |                     |   |      |                 |           |  |
|  | Polonia             | 3                   |   |      |                 |           |  |
|  | Alemania            | 0                   |   |      |                 |           |  |
|  |                     |                     |   |      |                 |           |  |
|  |                     |                     |   |      |                 |           |  |
|  |                     |                     |   |      | República Checa | 0         |  |
|  |                     | Polonia             | 3 |      |                 |           |  |
|  |                     |                     |   |      |                 |           |  |
|  |                     |                     |   |      |                 |           |  |
|  |                     |                     |   |      | 7º puesto       |           |  |
|  |                     |                     |   |      |                 |           |  |
|  | República Checa     | 3                   |   | Cuba | 1               |           |  |
|  | Cuba                | 0                   |   |      | Alemania        | 3         |  |

### Clasificación 5°-8°
| Fecha    | Encuentro              | Resultado | Set   | Set   | Set   | Set | Set | Puntuación total |
| Fecha    | Encuentro              | Resultado | 1     | 2     | 3     | 4   | 5   | Puntuación total |
| -------- | ---------------------- | --------- | ----- | ----- | ----- | --- | --- | ---------------- |
| 12-09-97 | Cuba - República Checa | 0-3       | 05-15 | 03-25 | 11-15 |     |     | 19-45            |
| 12-09-97 | Polonia - Alemania     | 3-0       | 15-06 | 15-09 | 15-11 |     |     | 45-26            |

### Clasificación 7°
| Fecha    | Encuentro       | Resultado | Set   | Set   | Set   | Set   | Set | Puntuación total |
| Fecha    | Encuentro       | Resultado | 1     | 2     | 3     | 4     | 5   | Puntuación total |
| -------- | --------------- | --------- | ----- | ----- | ----- | ----- | --- | ---------------- |
| 13-09-97 | Cuba - Alemania | 1-3       | 03-15 | 03-15 | 15-12 | 09-15 |     | 30-57            |

### Clasificación 5°
| Fecha    | Encuentro                 | Resultado | Set   | Set   | Set   | Set | Set | Puntuación total |
| Fecha    | Encuentro                 | Resultado | 1     | 2     | 3     | 4   | 5   | Puntuación total |
| -------- | ------------------------- | --------- | ----- | ----- | ----- | --- | --- | ---------------- |
| 13-09-97 | República Checa - Polonia | 0-3       | 06-15 | 04-15 | 13-15 |     |     | 23-45            |

## Podio
| Rusia     |
| 2º Título |
| Rusia     |

## Clasificación general
| Pos | Equipo                                       |
| --- | -------------------------------------------- |
| 1   | Rusia                                        |
| 2   | Italia                                       |
| 3   | China                                        |
| 4   | Japón                                        |
| 5   | Polonia                                      |
| 6   | República Checa                              |
| 7   | Alemania                                     |
| 8   | Cuba                                         |
| 9   | Brasil Corea República Dominicana Yugoslavia |
| 13  | Argentina Kenia Mauricio Ucrania             |

| Predecesor: Tailandia 1995 | Campeonato Mundial de Voleibol Femenino Sub-20 Polonia 1997 | Sucesor: Canadá 1999 |

- Datos: Q5744053